# Oberleitungsbus Bonn
Der Oberleitungsbus Bonn war ein Oberleitungsbus-Betrieb in Bonn in Nordrhein-Westfalen. Er bestand von 1951 bis 1971 und wurde – wie die seit 1881 verkehrende Straßenbahn Bonn – von der Stadtwerken Bonn (SWB) betrieben. Der Oberleitungsbus ersetzte einen Teil des Straßenbahnnetzes und wurde seinerseits durch Omnibusse abgelöst. 

## Geschichte
Die einzelnen Abschnitte des Bonner Obusnetzes gingen wie folgt in Betrieb:
| Linie | Eröffnung         | Länge   | Strecke                                                   |
| ----- | ----------------- | ------- | --------------------------------------------------------- |
| 15    | 17. Februar 1951  | 4,16 km | Gronau, Drachenfelsstraße – Mozartstraße                  |
| 35    | 22. März 1952     | 4,8 km  | Hauptbahnhof – Lengsdorf, Provinzalstraße                 |
| 16    | 14. November 1953 | 4,6 km  | Hauptbahnhof – Poppelsdorf, Clemens-August-Platz          |
| 16    | 27. Juni 1954     | ?       | Poppelsdorf, Clemens-August-Platz – Venusberg, Kiefernweg |

Die beiden Radiallinien 15 und 35 wurden im Sommer 1953 zur neuen Durchmesserlinie 15 zusammengelegt und bis zum 1. Mai 1967 elektrisch betrieben, die Linie 16 wurde am 30. Juni 1971 auf Dieselbusbetrieb umgestellt. Das Netz war insgesamt 14,6 Kilometer lang, die kumulierte Linienlänge betrug – bedingt durch die Doppelführung zwischen Hauptbahnhof und Meckenheimer Allee – 15,4 Kilometer. 
Die O-Busse waren in den Anfangsjahren im Straßenbahndepot Friesdorf untergebracht, wohin sie von der Endstelle Gronau aus per Traktor geschleppt wurden. Erst 1954 wurde – speziell für den Obusbetrieb – die Wagenhalle Karlstraße in Betrieb genommen. Sie galt damals als größte freitragende Spannbetonhalle in Westeuropa und diente noch bis 2004 als Omnibusbetriebshof.

## Fahrzeuge
Dem Oberleitungsbus Bonn standen 23 Solowagen zur Verfügung, zusätzlich wurden von der Peter Bauer Fahrzeugfabrik hergestellte Anhänger mitgeführt: 
| Anzahl | Nummern                 | Hersteller                   | Typ    |
| ------ | ----------------------- | ---------------------------- | ------ |
| 14     | 201–214, später 101–114 | MAN / Kässbohrer / Rathgeber | MKE II |
| 02     | 221–222, später 121–122 | Uerdingen / Henschel         | ÜHIIIs |
| 07     | 223–229, später 123–129 | Uerdingen / Büssing / Kiepe  | ÜBIVs  |

Die Wagen 225, 226, 228 und 229 gingen nach der Stilllegung an den Oberleitungsbus Esslingen am Neckar, wo sie noch bis 1979 im Einsatz waren. Die O-Busse 224 und 227 gelangten zum Oberleitungsbus Kapfenberg in Österreich und schieden dort ebenfalls 1979 aus dem Bestand. Die beiden ÜHIIIs 221 und 222 wurden schon 1970 an den Oberleitungsbus Kaiserslautern abgegeben, fungierten dort jedoch nur noch als Ersatzteilspender.